# Интернет-радио
Интерне́т-ра́дио или веб-ра́дио — группа технологий передачи потоковых аудиоданных через сеть Интернет для осуществления широковещательных передач. Также, в качестве термина интернет-радио или веб-радио может пониматься радиостанция, использующая для вещания технологию потокового вещания в глобальной сети Интернет. 

Интерне́т-радиоприемник — новый класс устройств, который дает возможность прослушивать радиостанции, вещающие подобным образом через Интернет.

## Технологии, используемые интернет-радио
В технологической основе системы лежит три элемента:
1. Станция — генерирует аудиопоток (либо из списка звуковых файлов, либо прямой оцифровкой с аудиокарты, либо копируя существующий в сети поток) и направляет его серверу. (Станция потребляет минимум трафика, потому что создаёт один поток)
2. Сервер (повторитель потока) — принимает аудиопоток от станции и перенаправляет его копии всем подключённым к серверу клиентам, по сути является репликатором данных. (Трафик сервера пропорционален количеству слушателей + 1)
3. Клиент — принимает аудиопоток от сервера и преобразует его в аудиосигнал, который и слышит слушатель интернет-радиостанции. Можно организовывать каскадные системы радиовещания, используя в качестве клиента повторитель потока (клиент, как и станция, потребляет минимум трафика; трафик клиента-сервера каскадной системы зависит от количества слушателей такого клиента).

Кроме потока звуковых данных обычно передаются также текстовые метаданные, чтобы в плеере отображалась информация о станции и о текущей композиции.
В качестве станции могут выступать обычная программа-аудиоплеер со специальным плагином-кодеком или специализированная программа (например — ICes, EzStream, SAM Broadcaster, RadioShure), а также аппаратное устройство, преобразующее аналоговый аудиопоток в цифровой.
Существует большое количество серверов интернет-вещания. Широко распространён сервер Shoutcast компании Nullsoft, разработанный специально для своего проигрывателя Winamp. Совместимый с Shoutcast сервер Icecast обладает гораздо большей функциональностью, распространяется свободно (на условиях GNU GPL) и бесплатно. В отличие от Shoutcast, Icecast способен передавать несколько аудиопотоков и требует меньше ресурсов на аудиопоток, чаще обновляется, поддерживает UTF-теги и разные форматы аудио, но он намного сложнее в настройке.
Серверы могут различаться по форматам аудиоданных, например: MP3, Ogg/Vorbis, RealAudio.
В качестве клиента можно использовать любой медиаплеер, поддерживающий потоковое аудио и способный декодировать формат, в котором вещает радио.
Следует заметить, что интернет-радио к эфирному радиовещанию, как правило, никакого отношения не имеет. Но возможны и редкие исключения, которые на территории СНГ не распространены.
Кроме того, появляются облачные решения по созданию интернет-радиостанций. Вся функциональность и необходимое ПО для трансляции/ретрансляции радио находится в облаке. Существуют также более профессиональные решения для радиовещания, однако адаптированные для людей, обладающих фундаментальными представлениями о радиовещании в интернете — радиохостинги.